# Charlotte Marsh

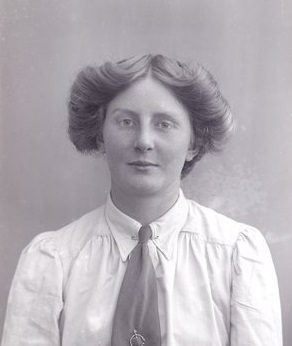
Charlotte Marsh, 1911

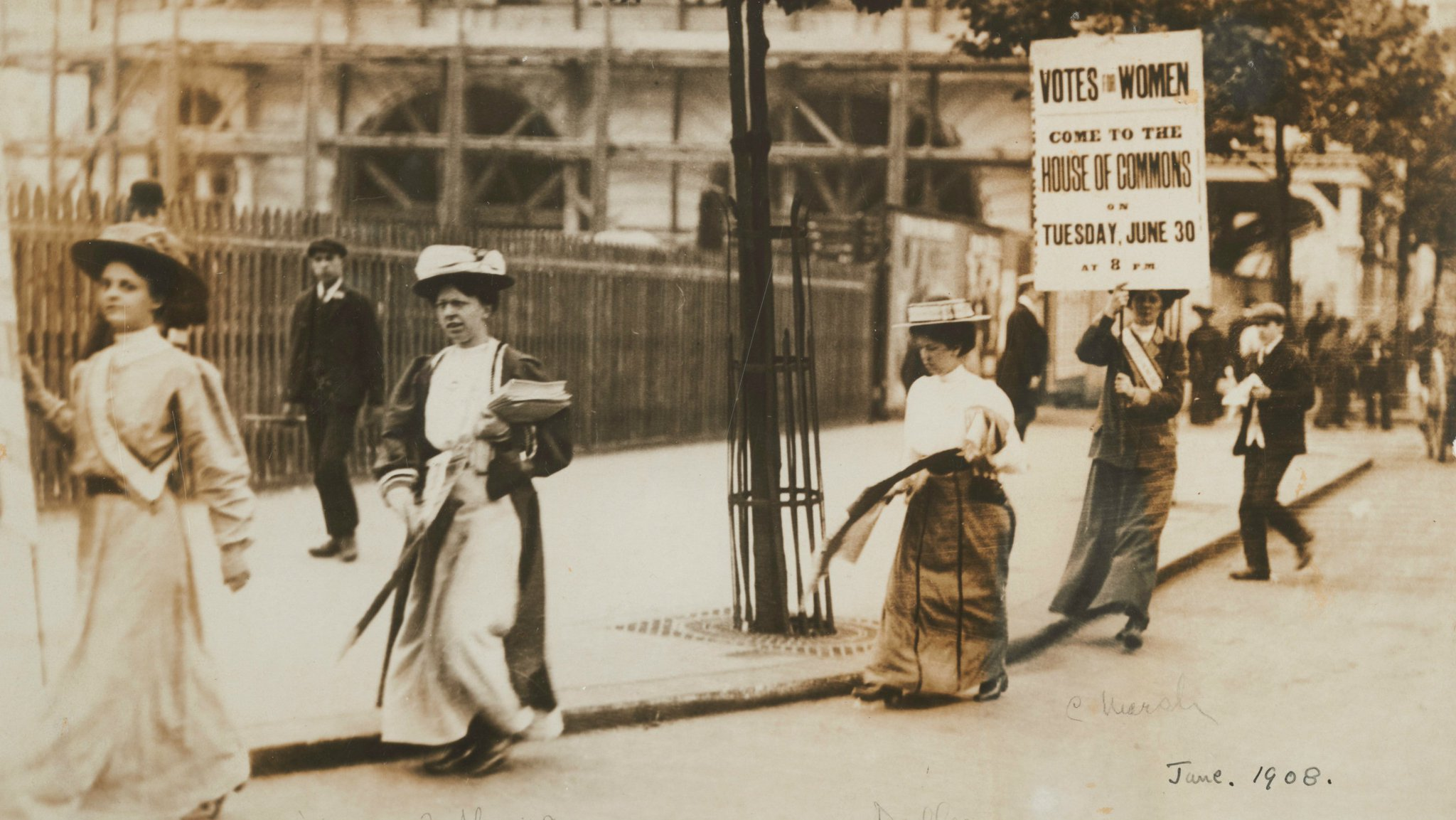
Demonstration in London, 30. Juni 1908; von links: Dorothy Hartopp Radcliffe, Dora Beedham (mit Flugblättern), Hilda Dallas und Charlotte Marsh (mit Plakat)

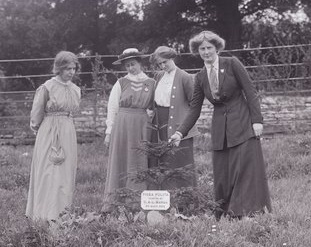
Charlotte Marsh beim Setzen eines Baumes im Garten von Eagle House mit Annie Kenney, Mary Blathwayt und Laura Ainsworth als Zeuginnen.

Charlotte Augusta Leopoldine Marsh, meistens Charlie Marsh genannt (* 3. März 1887 in Alnmouth, Newcastle upon Tyne; † 21. April 1961 in London), war eine englisch-britische, militante Suffragette und Sozialarbeiterin. Sie war hauptamtliche Organisatorin in der Women’s Social and Political Union (WSPU) und ist eine der ersten Frauen, die während einer von mehreren Haftstrafen für militanten Protest zwangsernährt wurde. Während des Ersten Weltkriegs war sie Chauffeurin und Mechanikerin von David Lloyd George.

## Leben
Marsh wurde als Tochter von Ellen (geborene Hall) (1863–1942) und Arthur Hardwick Marsh, einem bekannten Aquarellisten, der im Prudhoe Tower wohnte, geboren. Sie hatte zwei ältere Halbschwestern, Margaret Hannah Phillis (1877–1931) und Phillis Clara Sylvia (1877–1965), aus der ersten Ehe ihres Vaters mit Juliana Phillis Glover (1839–1878) und vier Vollschwestern: Nellie Wellesley (1885–1964); Dorothy Hale (1890–?); Margaret (1892–?) und Lois (1895–1963). Charlotte Marsh besuchte die örtliche St Margaret's School und anschließend die Roseneath School in Wrexham, bevor sie ihre Ausbildung in Bordeaux abschloss.
Im Jahr 1907 trat Marsh der WSPU bei, wurde aber zunächst nicht aktiv. Es wird vermutet, dass ihre Ausbildung als Sanitärinspektorin ihr die Augen für die Notlage der Frauen öffnete. Marsh wurde dann hauptamtliche Organisatorin der WSPU. Sie half Mary Phillips bei den Kreidemalereien auf den Straßen in Lambeth, wobei sie nach Phillips’ Worten „spielend die Verhöhnungen und die grobe Behandlung“ ertrug, die die Frauen dabei erfuhren. Man sah sie auch auf Protestmärschen, die als weniger gewalttätig galten, zusammen mit Dora Beedham, Dorothy Hartopp Radcliffe und Hilda Dallas, wo sie Flugblätter für Votes for Women verteilten und mit einem Plakat für das bevorstehende Frauenparlament am 30. Juni 1908 warben. Am 30. Juni 1908 wurde sie dann zusammen mit Elsie Howey verhaftet und wegen Behinderung der Polizei einen Monat lang im Holloway Prison inhaftiert.
Am 17. September 1909 kletterten Marsh, Mary Leigh und Patricia Woodlock auf das Dach der Bingley Hall in Birmingham, um dagegen zu protestieren, dass sie von einer politischen Versammlung ausgeschlossen wurden, auf der der britische Premierminister H. H. Asquith eine Rede hielt. Sie warfen Dachziegel, die sie mit einer Axt aufhebelten, auf das Auto von Asquith und auf die Polizei. Sie wurde vor Gericht gestellt und anschließend in das Winson Green-Gefängnis gebracht. Aus Protest dagegen, dass sie nicht als politische Gefangene behandelt wurden, traten sie in den Hungerstreik. Marsh, Leigh und Woodlock waren drei der ersten Suffragetten, die in den Hungerstreik traten und dann zwangsernährt wurden. Marsh wurde Berichten zufolge während dieser Haft 139 Mal per Sonde ernährt, dann allerdings entlassen, da bei ihrem Vater eine tödliche Krankheit diagnostiziert worden war. Im April 1911 wurde Marsh in das Eagle House in Batheaston eingeladen, um der Haft gedenkend einen Baum, in ihrem Fall eine Fichte, zu pflanzen. Später wurde Marsh  von der WSPU wie andere mit einer Hungerstreik-Medaille ausgezeichnet.
Marsh gehörte zu denen, die sich weigerten, an der Volkszählung von 1911 teilzunehmen. Die Nacht der Volkszählung verbrachte sie in St. James Hall, Landport, mit einer Lesung von Ibsens verbotenem Werk Gespenster und kehrte erst am nächsten Tag nach Hause nach Portsmouth zurück, sich „kategorisch weigernd, das Papier auszufüllen“.
1912 arbeitete sie von zu Hause aus in Dorking und setzte sich für Emmeline und Frederick Pethick-Lawrence ein, deren Haus verkauft werden sollte, um Geldstrafen für Suffragetten-Aktivismus zu bezahlen.
Während des Ersten Weltkriegs arbeitete sie als Chauffeurin für David Lloyd George, während sie ihr Engagement fortsetzte. Lloyd George war sich ihres Hintergrunds bewusst, doch er wollte eine politische Brücke zu denjenigen schlagen, die das Wahlrecht forderten. Außerdem wollte er eine Frau einstellen, da er sich dafür einsetzte, dass Frauen in die Arbeitswelt eintraten, um die Männer zu ersetzen, die in den Streitkräften waren. Lloyd George fuhr sein Auto auch selbst, aber Marsh diente ihm als Mechanikerin.
Im Jahr 1916 war Marsh frustriert über die Weigerung der WSPU, sich während des Krieges weiter für das Wahlrecht einzusetzen. Sie gründete die abtrünnige Independent Women's Social and Political Union, um die Kampagne fortzusetzen, und gab die Zeitschrift Independent Suffragette heraus.
Nach dem Krieg arbeitete sie für die Friedensbewegung Women’s International League for Peace and Freedom und anschließend als Sozialarbeiterin in San Francisco.
Marsh kehrte nach London zurück, wo sie ihr Fachwissen im Bereich des öffentlichen Gesundheitswesens wieder einsetzte und für das London County Council arbeitete. Zusammen mit Edith How-Martyn war sie am Aufbau der Sammlung der Suffragette Fellowship beteiligt, die die Bewegung dokumentierte.
1921 gründete Margaret Mackworth, 2. Viscountess Rhondda die Six Point Group, um für verbesserte Gesetze gegen Kindesmissbrauch, für verwitwete Mütter, für unverheiratete Mütter und ihre Kinder, für gleiche Rechte der Vormundschaft für verheiratete Eltern, für gleichen Lohn für Lehrerinnen und für gleiche Chancen für Männer und Frauen im öffentlichen Dienst zu kämpfen. Eine Reihe von Suffragetten schlossen sich an, darunter Marsh, die Mitglied des Exekutivrats wurde.
1952 hielt sie noch eine Rede auf der Eröffnungssitzung der National Assembly of Women und präsentierte eine Unterstützungserklärung der Assembly für Gleichheit und Frieden.
Marsh starb im Alter von 74 Jahren in London. Eine Blue Plaque zum Gedenken an Marsh und weitere lokale Suffragetten anlässlich des hundertjährigen Jubiläums des Wahlrechts für Frauen über 30  wurde 2018 in Dorking angebracht.